# Joseph Verner Reed, Jr.

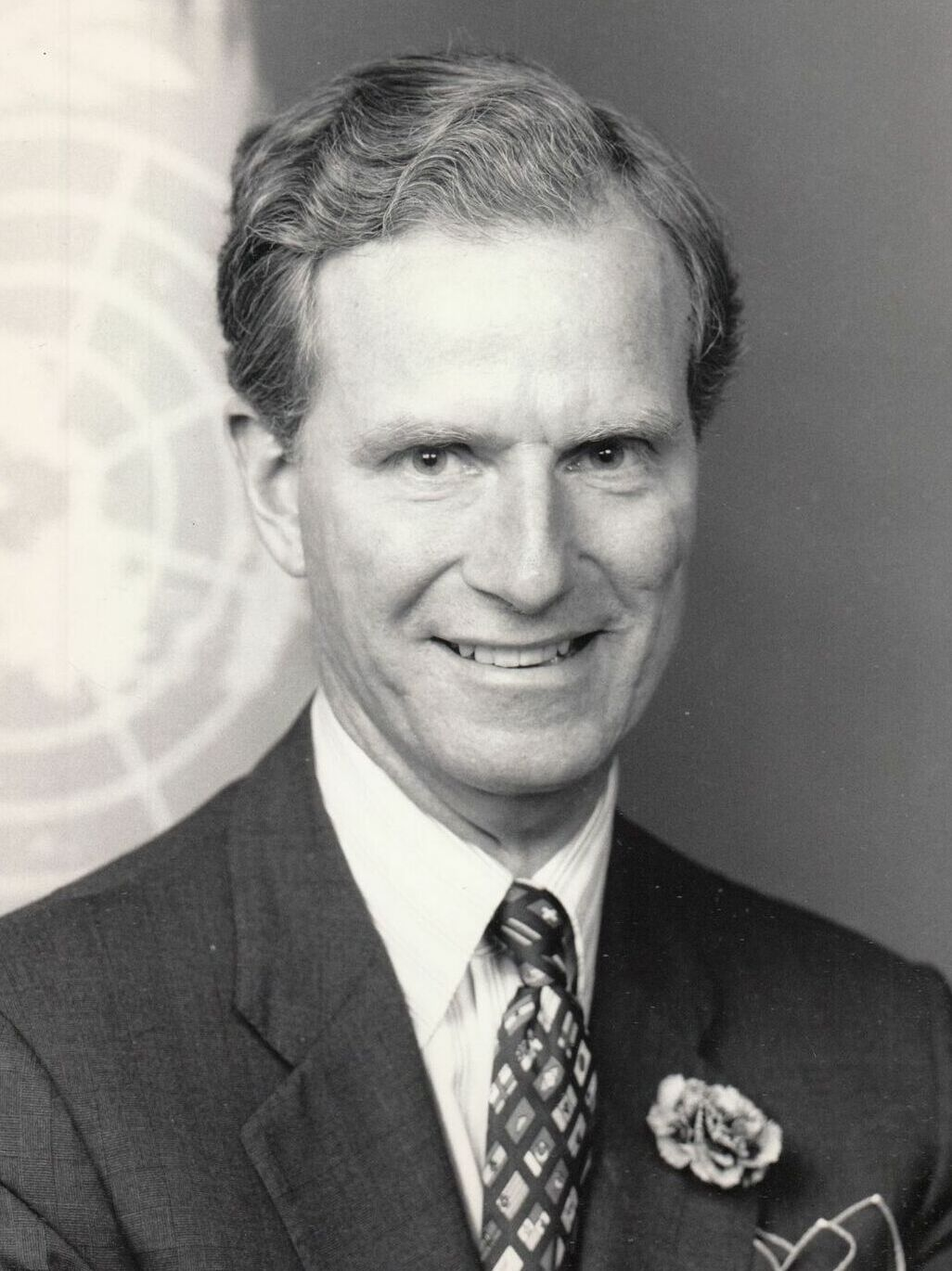
Joseph Verner Reed, Jr. (1987)

Joseph Verner Reed, Jr. (* 17. Dezember 1937 in New York City, New York; † 30. September 2016 in Greenwich, Connecticut) war ein US-amerikanischer Diplomat.

## Leben
Seine Eltern waren Permelia Pryor und Joseph Verner Reed. Sein Bruder war Nathaniel Reed. Reed studierte an der Deerfield Academy in Massachusetts und erhielt 1961 seinen Bachelor of Arts an der Yale University. Er war mit Marie Byers verheiratet. Nach seinem Studium wurde er ab 1963 von der Weltbank als persönlicher Referent von George D. Woods, dem Präsidenten, alimentiert.
Von 1963 bis 1981 war er Stellvertreter und Assistent des Präsidenten der Chase Manhattan Bank, David Rockefeller. Reed bereitete die Reisen von Rockefeller vor Ort vor. Rockefeller gab Reed die Aufgabe, sich um den gestürzten Mohammad Reza Pahlavi zu kümmern. 1979 reiste Reed in 26 Staaten und in einigen fragte er nach Asyl für den Schah an. Am 22. Oktober 1979 wurde Pahlavi in das New York Hospital-Cornell Medical Center eingewiesen. Am 4. November 1979 wurde mit der Geiselnahme von Teheran die Auslieferung von Pahlavi gefordert.
Nach der zweiten Schlacht von Guelta Zemmur am 13. Oktober 1981 behauptete der Oberkommandierende der marokkanischen Besatzungsarmee Ahmed Dlimi die Frente Polisario hätte bei Guelta Zemmur SA-6 Gainful stationiert und würden die Northrop F-5 und Dassault Mirage des Oberkommandierenden der marokkanischen Luftwaffe, Col. Maj. Mohammed Kabbaj, bedrohen.
Reed wurde am 28. September 1981 zum außerordentlichen Botschafter und Bevollmächtigten von Ronald Reagan bei Hassan II. ernannt. Er legte seine Akkreditierungsurkunde am 7. November 1981 beim Hof vor und bekundete, die Marokkaner zu unterstützen. Francis J. West, Jr. ein Staatssekretär aus dem Verteidigungsministerium der Vereinigten Staaten, sagte Anfang November 1981 während seines Besuchs in Marokko Ausrüstung zum Aufspüren und Zerstören von Radaranlagen zu.
Am 21. Mai 1985 wurde Reed durch Thomas Anthony Nassif als Botschafter in Rabat abgelöst. Ab 1985 war er Vertreter der Reagan-Regierung beim Wirtschafts- und Sozialrat der Vereinten Nationen und Stellvertreter des ständigen Vertreters der US-Regierung bei den Vereinten Nationen. 1987 wurde er zum Under-Secretary-General of the United Nations für Angelegenheiten der Politik und der Generalversammlung der Vereinten Nationen berufen.
Am 3. Februar 1989 wurde Reed durch Außenminister James Baker aus der Regierung George Bush zum Protokollchef des State Department ernannt. Er übte dieses Amt vom 21. Mai 1989 bis zum 21. Oktober 1991 aus.
1992 ernannte Boutros Boutros-Ghali Reed zum Under-Secretary-General der Vereinten Nationen und besonderen Vertreter für öffentliche Angelegenheiten. Diese Ernennung lief im Februar 1997 aus. Im Juni 1997 wurde Reed von Kofi Annan wieder zum Under-Secretary-General ernannt. Im Juni 2007 wurde Reed von Ban Ki-moon zum Under-Secretary-General wiederernannt und zum Special Advisor ernannt.
Am 18. April 2008 hatte Reed eine Audienz bei Benedikt XVI.